# Parasthetops semiplanus
Parasthetops semiplanus är en skalbaggsart som beskrevs av Perkins 2008. Parasthetops semiplanus ingår i släktet Parasthetops och familjen vattenbrynsbaggar. Inga underarter finns listade i Catalogue of Life.